# Dun an Ruigh Ruadh
Dun An Ruigh Ruadh (auch Dun An Ruigh Ruaidh) ist ein Semi-Broch oder ein Dun (nach Euan Wallace MacKie – 1936–2020) am Loch Broom, einem Meeresarm bei Rhiroy, in Ross and Cromarty in der Council Area Highland in Schottland. Die Anlagen Dun Lagaidh und Dun Ringill auf Skye werden ebenfalls als Semi-Brochs bezeichnet.
Die Überreste der runden Struktur, (nicht zu verwechseln mit dem Ringcairn Dún Ruadh in Nordirland) von der etwa ein Drittel des Nordostbogens über die Felsklippe gefallen ist, auf der sie steht, hat innen etwa 11,5 m Durchmesser und 4,2 m dicke Wände, die noch zu einer maximalen Resthöhe von 2,85 m über dem angesammelten Schutt von etwa 1,2 m Höhe anstehen.
Die Ausgrabung von MacKie im Jahre 1968 ergab eine D-förmige Struktur, deren gerade Seite entlang der Kante des Steilhangs verläuft. Hier ist die Wand dünner, weniger gut gebaut und ohne die an anderer Stelle erkennbare Galerie. Die Treppen zur ersten Etage und zu einer noch höheren Ebene sind noch erkennbar. Die Türöffnung im Osten wurde gesichert. Etwa 1,35 bis 1,5 m über dem Boden sind im Inneren Pfostenlöcher zu erkennen, die auf eine Holzkonstruktion hinweisen, die auf den Balken und Pfosten ruhten und später, als das Dun umgenutzt wurde, abgerissen wurden. Die Pfostenlöcher wurden mit  Pflastersteinen aufgefüllt, und ein Wasserbehälter aus Stein wurde im Inneren eingesenkt.
Zu den Fundstücken gehören mehrere Handdrehmühlen, ein steinerner Topfdeckel, Hammersteine und ein silberner Fingerring.
In der Nähe liegt Dun Canna.